# Cachirá
Cachirá är en kommun i Colombia.   Den ligger i departementet Norte de Santander, i den norra delen av landet, 400 km norr om huvudstaden Bogotá. Antalet invånare är 10 619. Arean är 606 kvadratkilometer.
Terrängen i Cachirá är mycket bergig.